# Aimee Carrero
Aimee Carrero (15 de julho de 1988) é uma atriz dominicana-americana. Ela é conhecida por seu papel como Angie na série live-action do Cartoon Network,  Level Up. Atuou como Sofia Rodriguez  na sitcom Young & Hungry da Freeform ao lado de Emily Osment, e atualmente, dá voz a Princesa Elena na série animada Elena de Avalor no Disney Channel e a princesa Adora/She-Ra na série animada She-Ra and the Princesses of Power da Netflix e produzida pela DreamWorks Animation.

## Início da vida e educação
Carrero nasceu em Santo Domingo, República Dominicana e cresceu em Miami, na Flórida. Ela é uma ex-aluna da Universidade Internacional da Flórida, formando-se em 2008 com um diploma em Relações Internacionais.

## Carreira
Em 2009, ela apareceu no filme Alvin an the Chipmunks: The Squeakque. Carrero também tem os papeis de televisão de créditos que incluem The Mentalist, Lincoln Heights, Men of a Certain Age, The Middle, Greek, Zeke e Luther e Baby Daddy.
Em 2011, ela foi escalada como Angie no filme live-action do Cartoon Network, Level Up. Ela reprisou seu papel na série de televisão homônima. A série chegou ao fim em 2013, depois de duas temporadas.
Em 2012, Carrero co-estrelou o filme da Lifetime, Lagoa Azul: O Despertar. Naquele mesmo ano, ela fez sua estréia na Broadway na peça de estréia mundial da Atlantic Theatre Company, What Rhymes with America em dezembro de 2012.
Em 2014, ela co-estrelou o filme de terror Devil's Duo. Carrero também retornou na segunda temporada da série do FX, The Americans como Lucia, uma Sandinista da liberdade. Ela também esteve no elenco da sitcom Young & Hungry da Freeform, estrelada por Emily Osment.
Em janeiro de 2015, foi anunciado que Carrero iria dar voz a princesa Elena, na primeira série latina de conto de fadas de princesas do Disney Channel, Elena de Avalor. A série é um spin-off da série do Disney Junior  Princesinha Sofia, e estreou no dia 22 de julho de 2016. Em abril de 2016, foi anunciado que Carrero e sua personagem Sofia estariam co-estrelando com Ashley Tisdale em uma potencial série de Young & Hungry.

## Vida pessoal
Em novembro de 2015, ela se envolveu com o ator Tim Rock. Eles se casaram em agosto de 2016.

## Filmografia

### Cinema
| Ano  | Título                     | Função         | Notas          |
| ---- | -------------------------- | -------------- | -------------- |
| 2007 | The Essential Man          | Eva Stroheim   | Curta-metragem |
| 2007 | Category 4                 | Alexandra      | Curta-metragem |
| 2009 | Alvin e os Esquilos 2      | Emily          |                |
| 2010 | Never Winter               | Sam            | Curta-metragem |
| 2014 | Devil's Due                | Emily          |                |
| 2014 | Obituaries                 | Marie Sinclair | Curta-metragem |
| 2015 | O Último Caçador de Bruxas | Miranda        |                |

### Televisão
| Ano       | Título                         | Função                     | Notas                                   |
| --------- | ------------------------------ | -------------------------- | --------------------------------------- |
| 2009      | Hannah Montana                 | Mia                        | Episódio: "For (Give) a Little Bit"     |
| 2009      | Lincoln Heights                | Sylvia Torres              | 4 episódios                             |
| 2009      | The Mentalist                  | Cassie                     | Episódio: "Blood Brothers"              |
| 2010      | Greek                          | Sunny                      | Episódio: "Your Friends and Neighbors"  |
| 2011      | Level Up                       | Angie                      | Filme para a televisão                  |
| 2012–2013 | Level Up                       | Angie                      | Papel principal (35 episódios)          |
| 2012      | Lagoa Azul: O Despertar        | Jude                       | Filme para a televisão                  |
| 2014      | Baby Daddy                     | Sydney                     | Episódio: "Romancing the Phone"         |
| 2014      | The Americans                  | Lucia                      | 4 episódios                             |
| 2014–2018 | Young & Hungry                 | Sofia Rodriguez            | Papel principal (51 episódios)          |
| 2015–2016 | Blindspot                      | Ana Montes                 | "Cede Your Soul" "Why Await Life's End" |
| 2016–2020 | Elena de Avalor                | A Princesa Elena de Avalor | Voz principal função                    |
| 2016      | Elena and the Secret of Avalor | A Princesa Elena de Avalor | Filme, a voz de papel                   |
| 2016      | Young & Sofia                  | Sofia Rodriguez            | Vender piloto                           |
| 2016      | MacGyver                       | Cindy                      | Episódio: "The Corkscrew"               |
| 2017      | American Horror Story: Cult    | Garota do piquenique       | Episódio: "Election Night"              |
| 2018–2020 | She-Ra e as Princesas do Poder | Adora/She-Ra               | Voz principal função                    |

### Web
| Ano  | Título                     | Função    | Notas                        |
| ---- | -------------------------- | --------- | ---------------------------- |
| 2012 | Silverwood                 | Emily     | Episódio: "Silverwood Inn"   |
| 2014 | Young & Foodies            | Ela mesma | 4 episódios                  |
| 2021 | Exandria Unlimited         | Opal      | Papel principal, 8 episódios |
| 2021 | Exandria Unlimited Wrap Up | Ela mesma | 1 episódio                   |
| 2022 | Exandria Unlimited: Kymal  | Opal      | Papel principal, 2 episódios |

### Videoclipes
| Ano  | Título | Artista | Função    | Notas                                                            |
| ---- | ------ | ------- | --------- | ---------------------------------------------------------------- |
| 2018 | SOS    | Cher    | Ela mesma | Videoclipe do álbum " Dancing Queen" de Cher em tributo ao ABBA. |